# Сара
Сара (хебр. ‏שָׂרָה‏ – Сара; арап. سارا или سارة – Сара) је била Аврамова жена и полусестра и Исакова мајка, описана у Библији и Курану. Њено првобитно име је било Сарај. По Књизи постања, Бог је промјенио њено име у Сара као дио споразума када је Хагара родила Аврамовог првог сина, Измаела.
Хебрејско име Сара означава жену високог положаја и може се превести као принцеза или племкиња.